# Mimomulciber strandiellus
Mimomulciber strandiellus là một loài bọ cánh cứng trong họ Cerambycidae.